# Ottavio Bottecchia
Ottavio Bottecchia, född 1 augusti 1894 i Colle Umberto, död 15 juni 1927 i Gemona del Friuli, var en italiensk professionell tävlingscyklist. Han vann Tour de France 1924 och 1925 samt var tvåa 1923.
Bottecchia var en medelmåttig spurtryttare och vann inga andra storsegrar än i Tour de France, där hans sällsynta uthållighet, sega energi och goda backtagning kom till sin rätt. I Giro d'Italia var hans bästa insats en femteplacering 1923. Bottecchia, som till yrket var murare, omkom under en vanlig promenadåkning, sedan han slutat som tävlingsåkare.